# ГЕС Вейсс
ГЕС Вейсс — гідроелектростанція у штаті Алабама (Сполучені Штати Америки). Знаходячись перед ГЕС Neely Henry, становить верхній ступінь в каскаді на річці Куса, правій твірній річки Алабама (дренує південне завершення Аппалачів та після злиття з Томбігбі впадає до бухти Мобіл на узбережжі Мексиканської затоки). Можливо також відзначити, що вище по сточищу від станції Вейсс працюють гідроенергетичні об'єкти на витоках Куси — ГЕС Аллатуна та ГЕС Картерс.
У межах проекту долину річки перекрили комбінованою греблею висотою 38 метрів, яка включає центральну бетонну ділянку довжиною 119 метрів і прилягаючі до неї земляні частини довжиною 3,8 км. Разом з трьома земляними дамбами загальною довжиною 3 км вона утворила витягнуте по долині Куси на 84 км водосховище з площею поверхні 122 км2 та об'ємом 869 млн м3. При цьому в операційному режимі рівень водойми може коливатись від 170 до 172 метрів НРМ, що забезпечує корисний об'єм для виробництва електроенергії у 183 млн м3.
Біля греблі починається канал завдовжки 2,1 км, який сполучає сховище зі ще однією водоймою, створеною на висотах правобережжя за допомогою земляної споруди довжиною 5,6 км, дві частини якої розділені бетонною секцією з машинним залом. В останньому встановили три турбіни потужністю по 29,3 МВт, які використовують різницю висот між верхнім та нижнім б'єфом у 17 метрів.
Відпрацьована вода по каналу довжиною 0,4 км повертається до Куси, при цьому, оскільки річка після греблі описує вигнуту на південь велику дугу, відстань по руслу до виходу відвідного каналу становить 32 км.
Під час спорудження греблі та дамб використали 2,75 млн м3 ґрунту, тоді як прокладання каналу між двома частинами сховища потребувало вибірки 1,5 млн м3. Також для зведення комплексу використали 107 тис. м3 бетону.